# Steve Priest
Stephen Norman Steve Priest (Hayes, Middlesex, Inglaterra; 23 de febrero de 1948,-4 de junio de 2020) fue un músico británico, conocido por haber sido el bajista y uno de los miembros fundadores de la banda de glam rock Sweet.

## Biografía
Priest elaboró su propio bajo casero y comenzó a tocar en bandas locales siendo un joven adolescente, después de haber sido influenciado por artistas como Jet Harris de The Shadows, The Rolling Stones y The Who.
En enero de 1968, fue invitado a formar un cuarteto musical junto con el vocalista escocés Brian Connolly, el baterista Mick Tucker y el guitarrista Frank Torpey (n. 30 de abril de 1947, en Kilburn, el noroeste de Londres), —La banda se convirtió en The Sweet en 1968—. Torpey fue reemplazado por Mick Stewart en julio de 1969. El guitarrista Andy Scott se unió en agosto de 1970, tras la salida de Stewart, con lo que conformaron la clásica alineación conocida.
Sweet fue un grupo que pasó por muchos altibajos. El éxito inicial de la banda comenzó en 1971, después de que Sweet se asociara con los compositores Nicky Chinn y Mike Chapman. Sin embargo, una vez consolidado el grupo y gracias a su talento, ellos mismo compondrían sus propios éxitos. Priest a menudo interpretó la voz de respaldo directamente sobre la voz de Brian Connolly . Después de que Brian Connolly abandonara Sweet a principios de 1979, Priest se hizo cargo de la mayoría de las tareas vocales de la banda. Esto continuó hasta 1982, cuando el Sweet original se disolvió.
En 1981, se divorció de su primera esposa, Pat, y se trasladó a la ciudad de Nueva York. El 18 de junio de 1981, se volvió a casar, esta vez con Maureen —nacida O'Connor—, que era entonces directora de publicidad y relaciones artísticas de Capitol/EMI Records de la Costa Este de los Estados Unidos, con sede en Nueva York. Mientras que vivía en Nueva York, formó una banda de bajo perfil llamada The Allies junto con el guitarrista Marco Delmar y el baterista Steve Misal. El éxito fue esquivo, aunque su composición «Talk To Me» —acreditado a The Rhythm Team— fue incluido en una película, Fast Food de 1989.
Fue invitado en 1985 por el excompañero de banda Andy Scott a reformar The Sweet, pero Steve Priest se negó. Poco después, Priest y su familia se trasladó a Los Ángeles.
Durante este período, había vuelto en gran medida a la vida privada, pero haciendo incursiones ocasionales en la producción y el trabajo de la sesión, así como colaboraciones con otros artistas como David Arkenstone y su futuro compañero de banda Stuart Smith.
Sin embargo, Priest decidió participar en el último intento de reunir a Sweet en 1988, cuando el productor Mike Chapman los convocó para unas sesiones de grabación en Los Ángeles debido a un aparente interés de MCA Records. Sin embargo, los miembros de la banda fueron incapaces de llegar a un acuerdo, sumado al mal estado físico de Brian Connolly, por lo que el proyecto fracasó. A pesar de las dificultades y agrias diferencias desde finales de la década de los años 1970, Priest continuó su amistad con el excantante de Sweet, Brian Connolly, quien falleció en 1997.
En 1994, publicó su autobiografía, Are You Ready, Steve? [¿Estás listo, Steve?], una referencia a la línea inicial de «The Ballroom Blitz», y en 2006, se lanzó un CD titulado Priest's Precious Poems. En enero de 2008, Priest formó una nueva versión de Sweet, no relacionado con la versión de Andy Scott.
Esta nueva banda tocó en los principalmente festivales y lugares en los Estados Unidos y Canadá. A principios de 2009, la banda también lanzó un CD en vivo, que fue grabado en agosto de 2008 en el Casino Morongo en Cabazon, California.
Priest vivió con su esposa Maureen e hijas Danielle y Margarita en La Cañada Flintridge, California.
Falleció a los setenta y dos años el 4 de junio de 2020.